# Schistura oedipus
Schistura oedipus (Kottelat, 1988), es una especie de peces de la familia Balitoridae en el orden de los Cypriniformes.

## Morfología
- Los machos pueden llegar alcanzar los 5,4 cm de longitud total.[3]

## Distribución geográfica
Se encuentra en Tailandia.

## Hábitat
Es un pez de agua dulce. Estudios han demostrado  que Schistura oedipus presenta desorganización del ritmo circadiano, pérdida de retina y posible regresión de fotorreceptores pineales, lo que indica una regresión evolutiva del control temporal típica de especies troglobias.